# Phyllonorycter populialbae
Phyllonorycter populialbae är en fjärilsart som först beskrevs av Kuznetzov 1961.  Phyllonorycter populialbae ingår i släktet guldmalar, och familjen styltmalar.
Artens utbredningsområde är:
- Kazakstan.
- Azerbajdzjan.

Inga underarter finns listade i Catalogue of Life.